# Мехмед Шакир паша
Мехмед Шакир паша (на турски: Mehmed Şakir Paşa) е османски офицер и чиновник.

## Биография
От юни 1891 до юли 1892 година е валия на Косовския вилает в Скопие. От ноември 1897 до март 1898 г. е валия на Адана.
Умира в 1898 година.